# دوبژتسا (شهرستان واوچ)
دوبژتسا (به لهستانی:  Dobrzyca) یک روستا در لهستان است که در گمینا واوچ واقع شده‌است. دوبژتسا ۱۳۰ نفر جمعیت دارد.